# 元之介
元之介（げんのすけ、1998年8月9日 - ）は、日本の俳優, インフルエンサー、TikToker、男性Youtuber。沖縄県出身。元スターダストプロモーション制作3部所属。2023年７月スターレイプロダクションに移籍。身長181cm。

## 略歴
- 沖縄国際大学を中退後、スターダストプロモーション制作3部に所属。
- 2021年、23歳の時に俳優デビュー。

スターダストプロモーション所属当時に『ドクターX〜外科医・大門未知子〜 第7期』のゲスト出演で俳優デビュー。
- 2023年4月末付けで前事務所のスターダストプロモーションとの専属契約が解消され、

2023年7月、株式会社スターレイプロダクションに移籍。
- 2024年（令和6年）3月9日 - YouTubeチャンネル「げんのすけ」を開設。

## 人物
趣味は、散歩。
特技は、バスケットボール、眉毛を動かすこと。

## 出演

### テレビドラマ
- ドクターX〜外科医・大門未知子〜 第7期 第8話（2021年12月2日、テレビ朝日） - 八神祐希 役[2]
- もしも、イケメンだけの高校があったら（2022年1月15日 - 3月19日、テレビ朝日） - 夏井元之介 役[3]
- オリバーな犬、 (Gosh!!) このヤロウ シーズン2（2022年9月20日 - 10月4日、NHK総合） - 北條空 役
- ザ・トラベルナース 第4話 (2022年11月10日、テレビ朝日)　- 四方田啓介役[4]
- ユーミンストーリーズ 第1話 (2024年3月4日、NHK総合) - エキストラ[5]
- ９５ 第5話（2024年5月6日、テレビ東京）-不良役
- 黒弁護士の痴情 世界でいちばん重い純愛（2025年4月5日 - 、TOKYO MX） - 神佑志郎 役[6]

### バラエティー
- 夜な夜なプロジェクト (2024年4月、 BSフジ ) - イケメンレポーター[7]

### CM
- ハウステンボス / クリスマス＆冬企画（2023.9）[8]

### ミュージックビデオ
- High Speed Boyz 「The Way  (JIN Remix)」（2023.12)[9]
- coldrain 「VENGEANCE」（2024.2)[10]

### モデル
- 新木優子プロデュース「Yunpyo‘28」（2022.2)[11]
- SHAGGIE（2023.10) [12]
- Yohji Yamamoto

「S’TYE×Peanuts」ビジュアルモデル（2023.11) 
- PARIS Miki Collection（2024.3) [14]

### ウェブドラマ
- ショードラ「沼らせ女の鉄の掟」（2023.11、TikTok)- 彼氏 役[15]
- SNSドラマ「洗面所からはじまる、恋なんて」（2023.12、全5回、SNS)- ひなた 役[16]
- SNSドラマ 「大丈夫になりたい。」(2024.4、SNS)- 主人公: ペンネーム　［強くなりたい］ 役[17]

### ファッションショー
- 東京ガールズコレクション
  - TOKYO GIRLS COLLECTION 2024 SPRING/SUMMER（2024年3月2日）
- 沖縄コレクション
  - Fashion Stage AZUL BY MOUSSY（2024年6月15日）[18]